# Akçapınar
Akçapınar ist ein Dorf im Landkreis Akköy der türkischen Provinz Denizli. Akçapınar liegt etwa 42 km nordöstlich der Provinzhauptstadt Denizli und 17 km nordöstlich von Akköy. Akçapınar hatte laut der letzten Volkszählung 288 Einwohner (Stand Ende Dezember 2010).